# Кампот (провинция)
Кампот (на кхмерски: កំពត) е една от двайсетте провинции в Камбоджа. На север граничи с провинция Кампонг Спъ, на юг с администрираната на централно равнище община Кеп и Тайландския залив, на запад с провинция Кох Конг и община Преах Сианук, а на изток с Такео.

## Административно деление
Провинция Кампот се състои от един самостоятелен град-административен център Кампот и от осем окръга:
- Ангкор Тей (07 – 01)
- Бантеай Меас (07 – 02)
- Тхук (07 – 03)
- Тум Кири (07 – 04)
- Данг Тонг (07 – 05)
- Кампонг Трат (07 – 06)
- Кампот (07 – 07)
- Кампонг Бай (07 – 08)

## Галерия
- Изглед от Пном Бокор
- Речна гледка